# Павловка (Павловський район)
Павловка (рос. Павловка) — робітниче селище в Павловському районі Ульяновської області Російської Федерації.
Населення становить 4951 особу. Входить до складу муніципального утворення Павловське міське поселення.

## Історія
Від 2004 року входить до складу муніципального утворення Павловське міське поселення.

## Населення
| 1959  | 1970  | 1979  | 1989  | 2002  | 2007  | 2009  |
| ----- | ----- | ----- | ----- | ----- | ----- | ----- |
| 3532  | ↗3803 | ↗4496 | ↗5730 | ↗5930 | ↘5820 | ↘5768 |
| 2010  | 2012  | 2013  | 2014  | 2015  | 2016  | 2017  |
| ↘5626 | ↘5533 | ↘5451 | ↘5361 | ↘5309 | ↘5278 | ↘5232 |
| 2018  | 2019  | 2020  | 2021  |       |       |       |
| ↘5177 | ↘5136 | ↘5029 | ↘4951 |       |       |       |